# Calomyrmex purpureus
Calomyrmex purpureus är en myrart som först beskrevs av Mayr 1876.  Calomyrmex purpureus ingår i släktet Calomyrmex och familjen myror.

## Underarter
Arten delas in i följande underarter:
- C. p. purpureus
- C. p. smaragdinus